# Präkanzerose
Unter einer Präkanzerose versteht man in der Medizin eine Gewebsveränderung, die mit einem statistisch erhöhten Risiko für eine bösartige (maligne) Entartung einhergeht. Eine Präkanzerose kann angeboren (zum Beispiel familiäre adenomatöse Polyposis) oder erworben sein (zum Beispiel aktinische Keratose). Nach der statistischen Wahrscheinlichkeit des Auftretens einer Krebserkrankung werden sie in fakultative Präkanzerosen (spätere Krebserkrankung möglich) und obligate Präkanzerosen (spätere Krebserkrankung signifikant wahrscheinlich) eingeteilt.

## Fakultative Präkanzerose
Von fakultativen Präkanzerosen spricht man, wenn das Entartungsrisiko zu einem bösartigen Tumor unter 30 % liegt und eine (lange) Zeitspanne von mehr als fünf Jahren zwischen Auftreten und Entartung der Präkanzerose vergehen.
Beispiele für eine fakultative Präkanzerose sind die Colitis ulcerosa, die Leberzirrhose, u. a. Die beiden häufigsten fakultativen Präkanzerosen sind die aktinische Keratose sowie die Leukoplakie der Mundhöhle und des Hals-Nasen-Rachenraums.
Auch die pathologische Metaplasie, eine Umwandlung der Zelldifferenzierung bereits terminal differenzierter Zellen in Reaktion auf einen meist lang einwirkenden physikalischen oder chemischen Reiz (beispielsweise die intestinale Metaplasie beim Barrett-Ösophagus), ist in einigen Fällen als eine fakultative Präkanzerose anzusehen.

## Obligate Präkanzerose
Obligate Präkanzerosen entarten mit höherer Wahrscheinlichkeit (> 30 %) in einer kurzen Zeitspanne von weniger als fünf Jahren zu einem bösartigen Tumor. Hierbei ist in der bestehenden Erkrankung mit einem nahezu 100-prozentigen Auftreten einer Krebserkrankung zu rechnen.
Die familiäre adenomatöse Polyposis und das Gardner-Syndrom sind obligate Präkanzerosen des Darmkrebses. Eine sehr seltene Form einer obligaten Präkanzerose ist das Xeroderma pigmentosum.
Als obligate Präkanzerose der Mundschleimhaut wird die Erythroplakie angesehen.
Die dysplastischen Zellveränderungen bei der Zervikalen intraepithelialen Neoplasie Grad III und das Carcinoma in situ (CIS) der Cervix uteri gelten als obligate Präkanzerose für das Zervixkarzinom.